# Jonathan Rowson
Jonathan Rowson é um enxadrista escocês, sendo o terceiro de seu país a obter o título de Grande Mestre, depois de Paulo Motwani e Colin McNab. Também é escritor de enxadrismo e participou da última Olimpíada de Xadrez jogando no primeiro tabuleiro.

## Carreira
Rowson aprendeu a jogar xadrez no curso primário e apesar de não ser o melhor da sua faixa etária na época teve um rápido desenvolvimento levando-o a competir a nível mundial em 1991, quando recebeu a medalha de prata no Campeonato Europeu sub-18 em 1995. Após ficar em segundo lugar no Campeonato Europeu sub-20 em 1997, Rowson conquistou a terceira e última norma para Grande Mestre e o título do Campeonato de Xadrez Escocês, vindo a vencer novamente este campeonato em 2001 e 2004. Em 2004 venceu também o Campeonato Britânico de Xadrez, em uma rara dobradinha de títulos inglês e escocês, vindo a defender com sucesso este título em 2005 e novamente em 2006.

## Livros
Rowson escreveu vários artigos para revistas da área e notavelmente três livros de xadrez:
- Entendendo a Grunfeld (Understanding the Grunfeld), 1998, Gambit Publications. ISBN 1-901983-09-9;
- Os sete pecados mortas do xadrez (The Seven Deadly Chess Sins), 2000, Gambit Publications. ISBN 1-901983-36-6;
- Xadrez para Zebras (Chess for Zebras), 2005,. Gambit Publications. ISBN 1-901983-85-4.